# 阿列克谢·切尔沃特金
阿列克谢·亚历山德罗维奇·切尔沃特金（俄语：Алексей Александрович Червоткин，1995年4月30日—）生于基洛夫州科捷利尼奇區济科维，是一名俄罗斯男子越野滑雪运动员，曾就读于奔萨国立大学。他小时候随父母移居至达罗夫斯科伊，之后他在那里开始练习滑雪。16岁时，他移居至莫斯科，进入当地的一家体校，这之后，他在不少比赛中都有出色表现，他也凭此成功入选国家队。2015年，他在芬兰拉赫蒂完成了个人的世界杯分站赛首秀。